# Ernest de Ganay
Ernest, comte de Ganay, né le 27 mai 1880 à l'ancienne abbaye de Bellevaux en Haute-Saône et mort le 1er septembre 1963 à Cirey, est un historien des jardins et des châteaux.

## Biographie
Ernest de Ganay est le fils d'Octave de Ganay (1838-1898) et de Charlotte Madeleine Henriette Jodrell. Il épouse Geneviève Chauchat, cousine germaine de Paul Panhard.
Ernest de Ganay a retrouvé, et publié en 1919, l'ouvrage de François-Henri d'Harcourt, le Traité de la décoration des dehors, des jardins et des parcs, rédigé vers 1774.
Il a été vice-président de la commission chargée de la section « parcs et jardins » de l'exposition internationale de Paris en 1937.
L’Académie française lui décerne le prix Bordin en 1926, le prix d’Académie en 1933 et le prix Jules-Davaine en 1945.

## Publications
- Syrinx, poème in Akademos, février 1909.
- Les fleurs du silence, 1911
- Le vol de la victoire : poème..., 1914-1918, 1918
- Le Poème des jardins, 1919
- Traité de la décoration des dehors, des jardins et des parcs, 1919
- Les voyages d'Antoine-Nicolas Duchesne à Écouen, Chantilly, ..., 1921
- Introduction et notes relatives  au livre du Prince de Ligne :  Coup d'œil sur Beloeil et sur une grande partie des jardins de l'Europe d, 1922
- Cœurs, concerts, couronnes, 1924
- Chantilly au XVIIIe siècle, 1925
- Les embarquements: histoire de quatre jeunes filles, 1927
- Le jardin de la Fontaine a Nîmes, 1931
- Jehan de Ganay: un chancelier de France sous Louis XII, 1932
- Le goût du Moyen Age et des ruines dans les jardins du XVIIIe siècle, 1932
- Fabriques aux jardins du XVIIIe siècle: édifices de la Chine et de l'Orient: temples, belvédères, pavillons, 1933
- Châteaux et manoirs de France: Région de la Loire: Volume 2, 1934
- Châteaux et manoirs de France [XI-XIV]. Ile-de-France
- Ile-de-France ...: Notes d'histoire et d'art, 1938
- Chateaux & Manoirs de France: Ile-de-France. Volume IV. Notes d'histoire et d'art, 1939
- Les Jardins à la française en France au XVIIIe siècle..., 1943
- Châteaux de France, 1948
- Châteaux de France: Environs de Paris, 1948
- Le Chateau de Grégy, 1948
- Le château de Chambord, 1949
- Les Jardins de France et leur décor, Paris, Librairie Larousse, 1949, 316 p.
- Beaux Jardins de France, Paris, Plon, 1950
- Contes immoraux..., 1953
- Châteaux de France: Normandie et régions Nord et Est, 1953
- Châteaux royaux de France, 1956
- Un jardin naturel sous Louis XIV à Marly : le Chenil royal, 1958
- Diane de Poitiers en son château d'Anet, 1960
- Chantilly: notice historique et descriptive sur le château et les jardins, 1962
- André Le Nostre, 1613-1700, 1962
- Bibliographie de l'art des jardins, Paris, Bibliothèque des arts décoratifs, 1989
- Cent jardins à Paris et en Ile-de-France, Béatrice de Andia, Ernest de Ganay, Gabrielle Jourdiou et Pierre Wittmer, Délégation à l'Action Artistique de la Ville de Paris, 1992
- Entre bibliothèque et jardin [nouvelle édition de la Bibliographie de l'art des jardins], Besançon, Editions de l'imprimeur, 2005, 288 p.  (ISBN 2910735788)